# Tim Deschner
Tim-Joel Deschner (* 18. November 1997) ist ein deutscher Basketballspieler auf der Position des Aufbauspielers.

## Spielerlaufbahn
Deschner wechselte mit neun Jahren von der Leichtathletik zum Basketball und spielte im Nachwuchs des SV 03 Tübingen. Er gehörte zu den Leistungsträgern der Tübinger Mannschaften in der Jugend-Basketball-Bundesliga (Altersklasse U16) und später in der Nachwuchs-Basketball-Bundesliga (U19).
Ab Jahresbeginn 2015 spielte Deschner für den SV 03 in der Herren-Regionalliga. Im November 2015 gab er sein Bundesliga-Debüt für die Walter Tigers Tübingen in der Basketball-Bundesliga. Er bestritt insgesamt fünf Bundesligaspiele. 2017 wechselte er zum TV Konstanz in die Oberliga, mit dem er in die 2. Regionalliga aufstieg. 2020 schloss sich Deschner dem österreichischen Zweitligisten Swarco Raiders Tirol an. Für die Mannschaft spielte er bis 2022 sowie wieder ab 2024.